# Dasymys robertsii
Dasymys robertsii — вид гризунів родини Мишевих, ендемік Південної Африки.

## Таксономічні примітки
Ці гризуни, як правило, класифікувалися як D. incomtus, але морфометричні, генетичні та хромосомних дані показують, що це окремий вид. Інший морфометричний аналіз не визнав D. robertsii як окремого вид.

## Опис тварин
Цей вид трохи менше, ніж D. incomtus. Каріотип: 2n = 36, FN = 44 (у D. incomtus 2n = 38, FN = 44). Довжина голови й тіла в середньому 157 мм, довжина хвоста 135 мм, довжина задньої ступні 35.0 мм, довжина вуха 21 мм, вага 102 грамів.

## Поширення
Вид знайдений в провінціях Лімпопо і Мпумаланга, ПАР, у східній Ботсвані і частині Зімбабве. 